# Hamerkikker
De hamerkikker (Limnodynastes peronii) is een kikker uit de familie Limnodynastidae.

## Naamgeving
De soort werd voor het eerst wetenschappelijk beschreven door Duméril en Gabriel Bibron in 1841. Oorspronkelijk werd de wetenschappelijke naam Cystignathus peronii gebruikt. De soortaanduiding peronii is een eerbetoon aan de Franse natuuronderzoeker François Auguste Péron (1775 - 1810).

## Uiterlijke kenmerken
Deze bruingroene kikker met donkere lengtestrepen over zijn flanken heeft lange, krachtige achterpoten. De lichaamslengte bedraagt 3 tot 6,5 cm.

## Leefwijze
Het voedsel van deze in hoofdzaak terrestrische kikker bestaat voornamelijk uit insecten en andere ongewervelden. In de winter en bij droogte graven ze zich in.
Tijdens het paarseizoen in het voorjaar en de zomer lokken de mannetjes een partner aan door middel van klikkende geluiden. Een legsel bestaat meestal uit 700 tot 1000 eieren, die worden afgezet in een drijvend schuimnest, waarna de eieren snel uitkomen. Het nageslacht groeit daarna snel.

## Verspreiding en leefgebied
Deze soort komt endemisch voor in oostelijk Australië. De habitat bestaat uit vochtige gebieden, zoals moerassen, ondergelopen graslanden, poelen en vijvers. Hij brengt de meeste tijd door in holen en komt alleen naar boven als het flink geregend heeft.